# Schulatlas

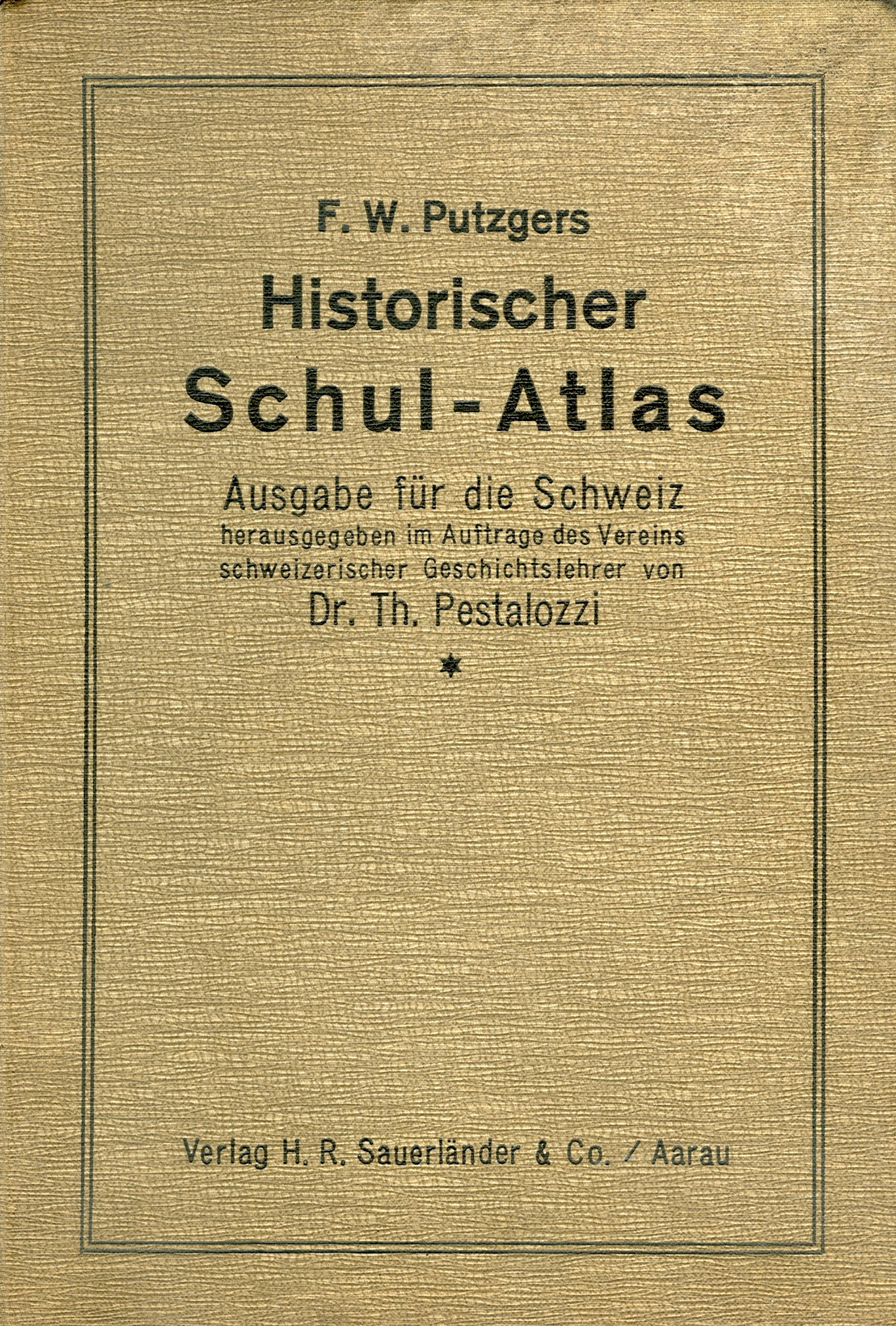
Putzger von 1924, Schweizer Ausgabe

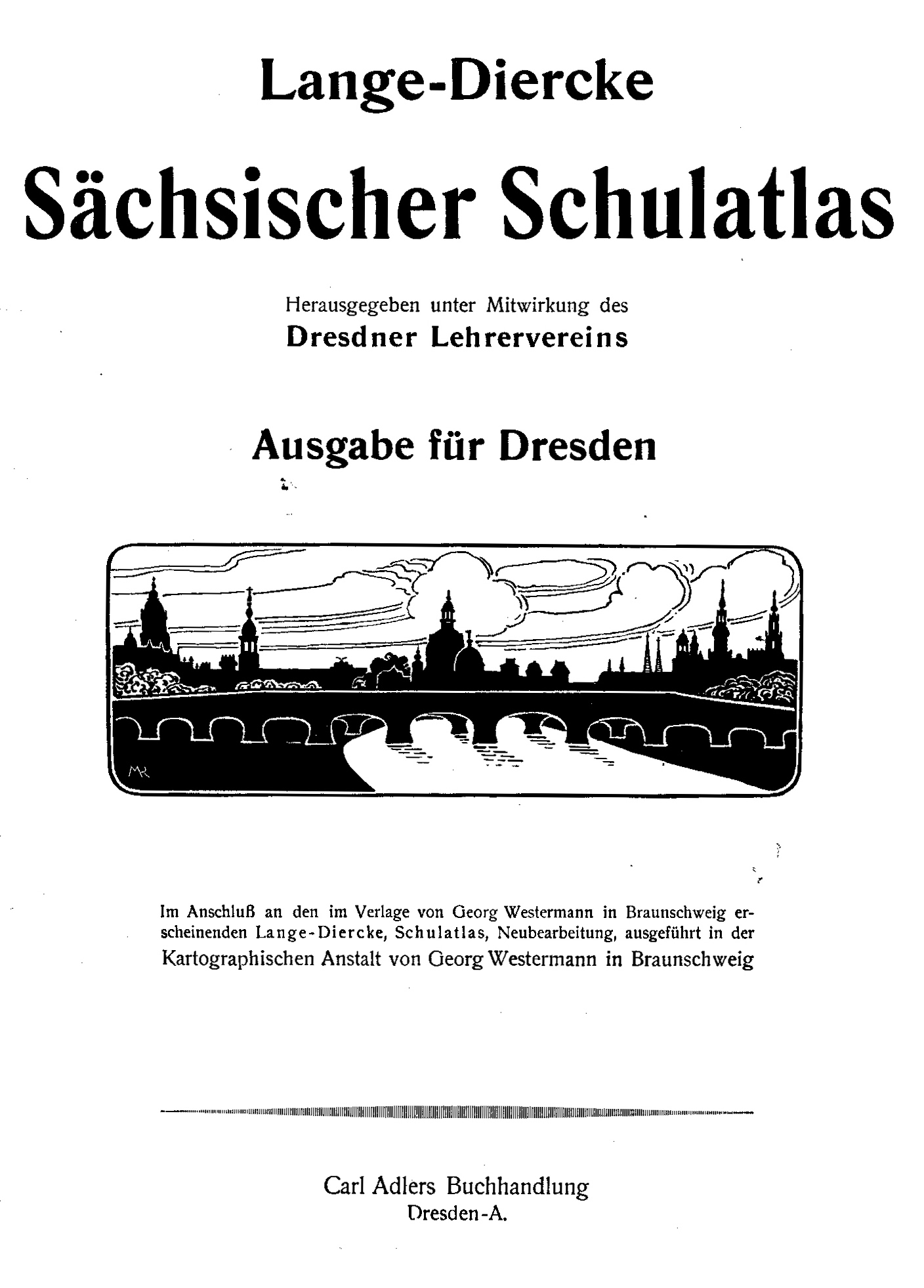
Lange-Diercke, Sächsischer Schulatlas (um 1930)

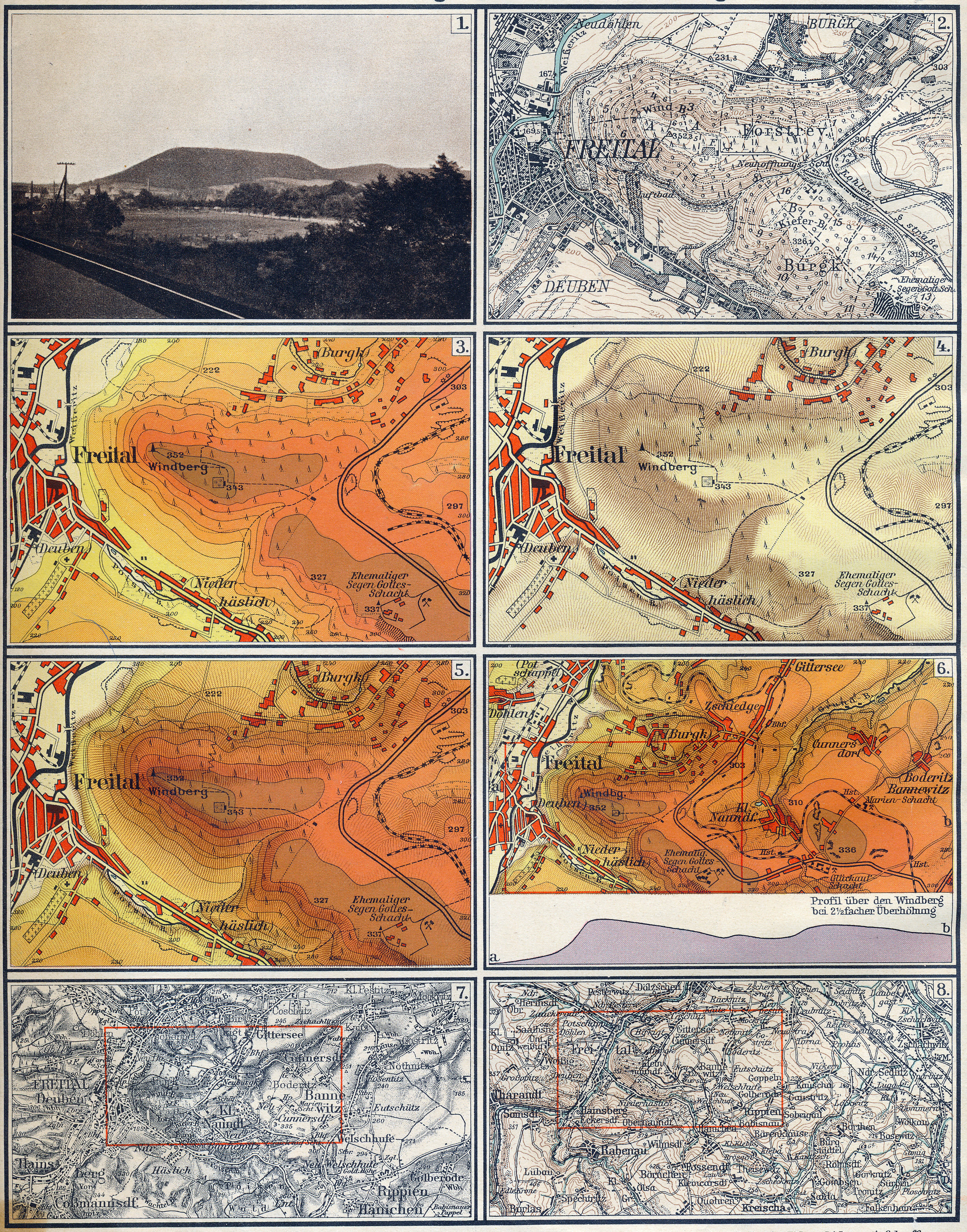
Unterschiedliche Geländedarstellungen im Lange-Diercke, Sächsischer Schulatlas (um 1930): Gebiet des Windbergs (Freital, Sachsen), 1. Naturaufnahme, 2. Meßtischblattdarstellung (1:25.000), 3. Farbige Höhenschichten (1:25.000), 4. Schraffen (1:25.000), 5. Farbige Höhenschichten mit Schraffen (1:25.000), 6. Farbige Höhenschichten mit Schraffen (1:50.000), 7. Darstellung der Reichskarte (1:100.000), 8. Darstellung der amtlichen Karte (1:200.000)

Ein Schulatlas ist als didaktisch aufbereitete, systematisch angeordnete und gebundene Sammlung von Karten (mitunter auch ergänzt durch bildliche, textliche und andere grafische Darstellungen) das umfassendste und vielseitigste kartografische Unterrichtsmedium für die Hand des Schülers, das in der Unterrichtsstunde und bei der Erledigung von Hausaufgaben genutzt werden kann.
Der Atlas (als Druckerzeugnis und in digitaler Form) ermöglicht im Unterrichtsverlauf die individuelle und selbständige Arbeit aller Schüler. Das regional und thematisch differenzierte Kartenmaterial gestattet die vergleichende Betrachtung von Territorien und von verschiedenen Erscheinungen einer Region und damit die Ableitung mannigfaltiger Beziehungen zwischen einzelnen natürlichen und anthropogenen Komponenten (Synopse, Entnahme direkter und indirekter Informationen).

## Nutzung im Unterricht
Schulatlanten wurden und werden in Deutschland vor allem für den geografischen Unterricht (einschließlich des Heimatkunde- bzw. Sachkundeunterricht) entwickelt, mit Abstand gefolgt vom Geschichtsunterricht, wenn auch schon in der zweiten Hälfte des 19. Jahrhunderts an den höheren Schulen Deutschlands Geschichtsatlanten zu den unverzichtbaren Lehrmitteln gehörten. Gegenwärtig zeichnet sich in Deutschland der Trend zur Entwicklung von überfachlichen (fächerübergreifenden) Schulatlanten als Weltatlanten mit/ohne Regionalteil ab (Integrations- bzw. Kombiatlanten). Doch scheint die Hegemonie der Geografie dabei erhalten zu bleiben.

## Schulatlastypen
Das geografisch orientierte analoge Schulatlantensortiment in Deutschland ist sehr vielfältig. Es umfasst vor allem:
- Weltatlanten-Gesamtausgabe/Großausgabe (ca. 200–250 Seiten; vorwiegend für Sek.I und II)
- Weltatlanten-Kurzausgabe/Grundausgabe (ca. 100–150 Seiten; vorwiegend für Sek.I)
- Regionalatlanten
- Heimatatlanten
- Grundschulatlanten
- Elementaratlanten/Kartenfibeln.

Entsprechend der thematischen und/oder grafischen Gestaltung sind manche Serienatlanten bzw. Einzeltitel mehreren Atlasgruppen zuzuordnen. So sind z. B. die meisten Grundschulatlanten auch als Regionalatlanten, Heimatatlanten und/oder Elementaratlanten zu nutzen.
Die „Regionalausgaben“ der großen und kleinen Weltatlanten enthalten jeweils einen ca. 10–15 Seiten umfassenden Regionalteil des entsprechenden Heimatlandes. Die Weltatlanten sind ohnehin in allen Klassenstufen (4–13) einsetzbar, während die Grundschulatlanten, Elementaratlanten und Heimatlanten als „Stufenatlanten“ speziell nur für einige Klassenstufen bestimmt und altersgemäß gestaltet sind.
Außer den analogen Elementaratlanten und Kartenfibeln, in denen vor allem die „Arbeit an der Karte“ (Wesen der Karte, Verfahrensweisen der Kartennutzung) im inhaltlichen Vordergrund steht, enthalten auch fast alle Welt- und Stufenatlanten einen mehr oder weniger umfangreichen Block (2–6 Seiten) von Hinweisen bzw. Anleitungen zur Kartennutzung.
Nicht immer sind die Atlanten im Titel als „Schulatlanten“ erkennbar (z. B. Heimatatlas, Haack Weltatlas), wenn auch ihre Grundanlage pädagogisch-didaktisch determiniert ist. Sehr stark sind durchaus Lehrplan-/Rahmenplanbezüge ausgeprägt, zumal die einzelnen Atlastitel ausgewählten Schultypen (z. B. Hauptschule, Realschule, Gesamtschule, Gymnasium) empfohlen werden.

## Atlasgestaltung
Die Atlanten für die mittleren und oberen Jahrgänge der Schule, insbesondere Weltatlanten für die Oberstufe, sind thematisch sehr vielseitig und kombinativ (Karten mit Bildern oder Grafiken, Kartodiagrammen, Kartogrammen o. Ä. kombiniert) gestaltet. Auch regional-thematische Differenzierungen (nicht zuletzt unter dem Gesichtspunkt von „Fallbeispielen“) und der globale Anteil (thematische Erdübersichten) haben sehr zugenommen (2008).
Allerdings besteht die Gefahr der thematischen und grafischen „Überfrachtung“ der Atlanten bzw. einiger Einzelkarten. Manche Kartentitel wirken zwar sehr aussagereich (lexikalisch), sind aber zu ausdrucksarm (unübersichtlich für die Schüler). Beweglichkeit bzw. Kombinationsmöglichkeiten der digitalen Versionen dürfen in der allgemeinbildenden Schule nicht zu „Informationsüberhäufungen“ der kartografischen Druckerzeugnissen führen. Die Karte muss eine übersichtliche Abbildung von Strukturen oder Prozessen in Erdräumen bleiben.
Die Arbeit mit dem Atlas sollte in der Schule nicht verselbständigt werden. Grundlegende Kartennutzung ist nur eine Kompetenz von Lerntechniken in der Schule. „Nutzerorientierung“ muss die Determinante für die Gestaltung von Schulatlanten sein.

## Schulatlas-Verlage
In Deutschland gelten der Cornelsen Verlag, der Ernst Klett Verlag und die Westermann Gruppe als führende deutsche Verlage für Schulatlanten.
Der Lehrmittelverlag Zürich verlegt den Schweizer Weltatlas.
In Österreich verlegte der Verlag Ed. Hölzel seit der zweiten Hälfte des 19. Jh. mit Blasius Kozenn Schulatlanten für Österreich-Ungarn. Bis in die 1970er Jahre gab es vom selben Verlag den Österreichischen Mittelschulatlas sowie den Hauptschulatlas. Heute gibt es sowohl Hölzel-Atlanten als auch Neue Kozenn Atlanten nach wie vor vom Verlag Ed. Hölzel.

## Geschichte
Die Anfänge der deutschen Schulatlaskartografie waren bereits zu Beginn des 18. Jahrhunderts (Johann Baptist Homann und Johann Hübner Kleiner Atlas Scholasticus, Nürnberg 1710, gefolgt von dem Atlas Methodicus, Nürnberg 1719). Im Jahr 1717 veröffentlichte ebenfalls in Nürnberg der Kupferstecher und Kunsthändler Johann Christoph Weigel gemeinsam mit dem Geographen Johann Gottfried Gregorii den ATLAS PORTATILIS der grünenden Jugend zum Besten. Dieser beliebte, ab 1723 zweiteilige, Atlas wurde bis zum Ende des 18. Jahrhunderts verlegt.
Von dem Weimarer Verlag Bertuch wurde nach dem Konzept des Professors für Geographie und Geschichte Adam Christian Gaspari im Jahre 1793 unter dem Titel Neuer methodischer Schul-Atlas, entworfen und gezeichnet von F.L. Güssefeld wohl eine zweiteilige Lose-Kartenblattsammlung für den Schulunterricht herausgebracht. Im gleichen Verlagshaus von Weimar erschienen in der Folgezeit ein Historischer Schulatlas (1820) und einige weitere Titel und Auflagen von Schulatlanten.
Der erste allgemeinbildende deutsche Schulatlas war der von dem Geographen und Kartographen Adolf Stieler federführend entwickelte und beim Verlag Justus Perthes/Gotha im Jahre 1821 erschienene Kleine Schul-Atlas über alle Theile der Erde nach dem neuesten Zustande nach Stieler’s Hand-Atlas verkleinert, der in vielen Auflagen und auch in mehreren Sprachen herauskam. Dem „Kleinen Stieler“ folgte nach einem kleinen Schulgeschichtsatlas (1823) als geographisch-dominanter Schulatlas 1849 der von Emil von Sydow bearbeitete Schul-Atlas in Sechs und Dreissig Karten im Gothaer Verlag. 1888 erschien Sydow-Wagners Methodischer Schulatlas.
Im Jahre 1853 erschien, konzipiert vom Offizier und Schulgeographen Theodor Freiherr von Liechtenstern und von dem akademischen Kartographen Henry Lange vollendet, im Verlag George Westermann/Braunschweig der erste Schulatlas des Hauses Westermann. Aus diesem Schulatlas von Liechtenstern/Lange ging später (ab 1883; zunächst unter dem Titel Schulatlas über alle Teile der Erde. Zum geographischen Unterricht in höheren Lehranstalten) der variationsreiche Weltatlas „Diercke“ hervor, bearbeitet von dem Schulgeographen und Kartographen Carl Diercke im zeitweiligen Zusammenwirken mit dem Kartographen und Verleger Eduard Gaebler.